# Ráckevei kistérség
A Ráckevei kistérség egy kistérség volt Pest megyében, központja Ráckeve volt. 2014-ben az összes többi kistérséghez hasonlóan megszűnt.

## Települései
| Apaj              | Áporka            | Délegyháza    | Dömsöd     | Dunaharaszti |
| Dunavarsány       | Halásztelek       | Kiskunlacháza | Lórév      | Majosháza    |
| Makád             | Ráckeve           | Szigetbecse   | Szigetcsép | Szigethalom  |
| Szigetszentmárton | Szigetszentmiklós | Szigetújfalu  | Taksony    | Tököl        |

## Fekvése
A Csepel-sziget egészén és a Ráckevei (Soroksári) Duna-ágtól keletre fekvő települések tartoztak a kistérséghez, amelyet összesen 20 település alkotott. Helyiérdekű vasút köti össze Ráckevét Budapesttel, amely több településen is keresztülhalad.

## Lakónépesség alakulása
| Település         | Lélekszám (2012.01.01) |
| ----------------- | ---------------------- |
| Szigetszentmiklós | 35 501                 |
| Dunaharaszti      | 20 782                 |
| Szigethalom       | 17 749                 |
| Tököl             | 10 237                 |
| Ráckeve           | 10 060                 |
| Kiskunlacháza     | 9 022                  |
| Halásztelek       | 9 291                  |
| Dunavarsány       | 7 484                  |
| Taksony           | 6 314                  |
| Dömsöd            | 6 010                  |
| Délegyháza        | 3 543                  |
| Szigetcsép        | 2 387                  |
| Szigetújfalu      | 2 139                  |
| Szigetszentmárton | 2 255                  |
| Majosháza         | 1 538                  |
| Szigetbecse       | 1 432                  |
| Makád             | 1 241                  |
| Apaj              | 1 240                  |
| Áporka            | 1 189                  |
| Lórév             | 309                    |
| Összesen          | 149 723                |